# Diecezja Huacho
Diecezja Huacho – diecezja Kościoła rzymskokatolickiego w Peru, w metropolii Limy. Powstała 15 maja 1958 roku, w wyniku wyłączenia części terytorium z archidiecezji Limy. 